# هوجى كارمايكل
هوجى كارمايكل (بالإنجليزية: Hoagy Carmichael)‏ هو عازف بيانو ومغني وعازف الجاز وملحن وكاتب أغاني وممثل أمريكي، ولد في 22 نوفمبر 1899 ببلومنغتون في الولايات المتحدة، وتوفي في 27 ديسمبر 1981 برانتشو ميراج في الولايات المتحدة بسبب قصور القلب. من الجوائز التي نالها جائزة الأوسكار لأفضل أغنية أصلية سنة 1951 وجائزة غرامي للأمناء ‏ سنة 2005.

## أعمال

### أفلام
- (1946) أجمل سنوات العمر

## جوائز
- جائزة الأوسكار لأفضل أغنية أصلية (1951)
- جائزة غرامي للأمناء [الإنجليزية]‏ (2005)

## وصلات خارجية
- هوجى كارمايكل على موقع IMDb (الإنجليزية)
- هوجى كارمايكل على موقع الموسوعة البريطانية (الإنجليزية)
- هوجى كارمايكل على موقع ألو سيني (الفرنسية)
- هوجى كارمايكل على موقع ميوزك برينز (الإنجليزية)
- هوجى كارمايكل على موقع تيرنر كلاسيك موفيز (الإنجليزية)
- هوجى كارمايكل على موقع أول موفي (الإنجليزية)
- هوجى كارمايكل على موقع قاعدة بيانات برودواي على الإنترنت (الإنجليزية)
- هوجى كارمايكل على موقع قاعدة بيانات برودواي على الإنترنت (الإنجليزية)
- هوجى كارمايكل على موقع قاعدة بيانات الأفلام السويدية (السويدية)
- هوجى كارمايكل على موقع إن إن دي بي (الإنجليزية)